# Mazen Dana
Mazen Dana, född 1962, död 17 augusti 2003, var en palestinsk journalist och kameraman för Reuters. Han sköts av amerikanska soldater i Bagdad, Irak den 17 augusti 2003. Enligt soldaterna misstog de kameran för ett raketgevär.
Mazen dana filmade utanför Abu Ghraib-fängelset efter tillåtelse från amerikanska myndigheter. Dagar innan hans död hade Dana även filmat en massgrav konstruerad av amerikanska soldater för att begrava andra amerikanska soldater som dödats i Irak. Han hade också filmat amerikanska soldater i plastomslag på isolerade platser i öknen. På grund av hans filmning av dessa platser föreslår en islamsk nyhetskälla att vissa anser att amerikanska styrkor hade Mazen som mål, och mördade honom trots att han hade presslegitimation och körde en bil som identierade honom som en medlem av pressen.
Mazen arbetade för Reuters i över tio år, mestadels i sin hemstad Hebron på Västbanken.